# Cyrano e D'Artagnan
Cyrano e D'Artagnan (Cyrano et d'Artagnan) è un film del 1964 diretto da Abel Gance.